# Torre Cajetani
Torre Cajetani – miejscowość i gmina we Włoszech, w regionie Lacjum, w prowincji Frosinone.
Według danych na rok 2004 gminę zamieszkuje 1279 osób, 116,3 os./km². Miejscowość od 2003 r. utrzymuje stosunki partnerskie z podwarszawską gminą Brwinów.